# Bara härad
Bara härad var ett härad i sydvästra Skåne, i dåvarande Malmöhus län. Det motsvaras idag av hela eller delar av Burlövs kommun, Lomma kommun, Lunds kommun, Staffanstorps kommun och Svedala kommun. Häradets areal var 1928 314,91 kvadratkilometer varav 307,27 land.. Tingsplats var Önsvala i Mölleberga socken innan man bildade domsaga tillsammans med Torna härad med ting i Dalby till 1958, därefter i Lund.
I dag är Staffanstorp största ort i häradet.

## Vapnet
Häradsvapnet fastställdes av Kungl. Maj:t den 13 juni 1969: "I rött fält ett lejon av guld med huvudet vänstervänt och skilt från bålen samt med tänder, tunga och klor blå". Detta vapen användes även av Bara kommun fram till 1977 då man uppgick i Svedala kommun.

## Namnet
Häradsnamnet är taget efter socknen och kyrkbyn med samma namn. Det skrevs 1283 in Baræ och anses bildat av adjektivet bar i betydelsen "skoglös".

## Socknar
Till Bara härad hörde under medeltiden det område, som kallades "Lindholms birk", som går som en kil mellan Bara och Skytts härader men lades 1526 under Vemmenhögs härad.
I Lunds kommun
- Genarp
- Lyngby

I Lomma kommun
- Lomma

1888 överfördes ett område som bl.a. innefattade Habo säteri (Stora och Lilla Habo) från Fjelie socken och Torna härad.
I Staffanstorps kommun
- Brågarp
- Esarp
- Flackarp
- Görslöv
- Knästorp
- Kyrkheddinge
- Mölleberga
- Nevishög
- Tottarp
- Uppåkra

I Svedala kommun
- Bara
- Bjärshög
- Hyby
- Skabersjö

I Burlövs kommun
- Burlöv

## Geografi
Häradet var beläget mellan Malmö och Lund. Häradet sträcker sig från Lommabukten i Öresund i väster till Romeleåsen i öster. I söder finns ett område med sjöar, bland andra Yddingesjön. Däremellan finns bördig jordbruksbygd med förhållandevis många stora gods och jordegendomar.
Sätesgårdar var Häckeberga slott (Genarps socken), Toppeladugårds slott (Genarp), Trollebergs säteri (Flackarp), Torups slott (Bara), Bökebergs herrgård (Hyby), Hyby herrgård (Hyby), Klågerups slott (Hyby), Alnarps slott (Lomma), Habo säteri (Stora och Lilla Habo, Lomma - överfördes 1888 från Fjelie socken och Torna härad), Skabersjö slott (Skabersjö) och Kronetorps herrgård (Burlöv).

## Län, fögderier, tingslag, domsagor och tingsrätter
Häradet hörde mellan 1634 och 1996 till Malmöhus län. Från 1997 ingår området i Skåne län.  Församlingarna tillhör(de) Lunds stift
Häradets socknar hörde till följande fögderier:
- 1720–1863 Torna, Bara och Harjagers fögderi
- 1864–1917 Torna och Bara fögderi
- 1918–1990 Lunds fögderi bara till 1946 för socknarna i Svedala, Burlövs och Lomma kommuner, ej mellan 1946 och 1966 för Lyngby och Genarps socknar och ej mellan 1946 och 1974 för Molleberga, Tottarps och Görslövs socknar
- 1946–1990 Malmö fögderi till 1967 för socknarna i Lunds kommun, till 1974 för Möllerga, Tottarps och Görslövs socknar, till 1981 för socknarna i Svedala kommun
- 1982–1990 Trelleborgs fögderi för socknarna i Svedala kommun

Häradets socknar tillhörde följande  tingslag, domsagor och tingsrätter:
- 1683–1899 Bara härads tingslag i
  - 1683–1690 Torna, Bara och Oxie häraders domsaga
  - 1691–1851 Torna, Bara och Harjagers häraders domsaga
  - 1852–1899 Torna och Bara domsaga
- 1900–1970 Torna och Bara domsagas tingslag i Torna och Bara domsaga

- 1971– Lunds tingsrätt för socknarna i Lunds och Staffanstorps kommuner samt från 2005 för socknarna i Lomma kommun
- 1971– Malmö tingsrätt  för socknarna i Burlövs kommun och till 2005 för de i Lomma kommun, samt mellan 1977 och 2005 socknarna i Bara kommun som 1977 uppgick i Svedala kommun
- 1977–2005 Trelleborgs tingsrätt för socknarna i Svedala kommun
- 2005– Ystads tingsrätt för socknarna i Svedala kommun